# Elymus scabrifolius
Elymus scabrifolius är en gräsart som först beskrevs av Johann es Christoph Christian Döll, och fick sitt nu gällande namn av Juan Héctor Hunziker. Elymus scabrifolius ingår i släktet elmar, och familjen gräs. Inga underarter finns listade i Catalogue of Life.